# Westelijk spikkeldikkopje
Het westelijk spikkeldikkopje (Pyrgus carlinae) is een vlinder uit de familie dikkopjes (Hesperiidae). De wetenschappelijke naam is voor het eerst gepubliceerd in 1839 door Jules Pierre Rambur.

## Kenmerken
Soorten van het geslacht Pyrgus zijn vaak lastig op naam te brengen. Ook bij het westelijk spikkeldikkopje is soms een studie van de genitaliën nodig om de soort met zekerheid vast te stellen. Echter zijn er wel enkele uiterlijke kenmerken die in de juiste richting kunnen leiden. Typisch voor deze soort is de smalle c-vormige middenvlek op de bovenkant van de voorvleugel. Verder zijn de witte 'vegen' op de bovenkant van de achtervleugel niet altijd vervaagd. Vaak is de opvallende witte achterrandvlek op de onderkant van de achtervleugel rechthoekig. 

## Verspreiding
De soort komt lokaal voor in de westelijke Alpen tussen 900 en 2900 meter. Het westelijk spikkeldikkopje vliegt lokaal soms in erg grote aantallen, met name op de bloemrijke alpiene graslanden vanaf 2000 meter.

## Biologie
De vlinder vliegt in één generatie van juli tot augustus. De rups leeft op Potentilla pusilla, Potentilla grandiflora en Potentilla tabernaemontani (Rosaceae).